# Canal 9 Bío-Bío Televisión

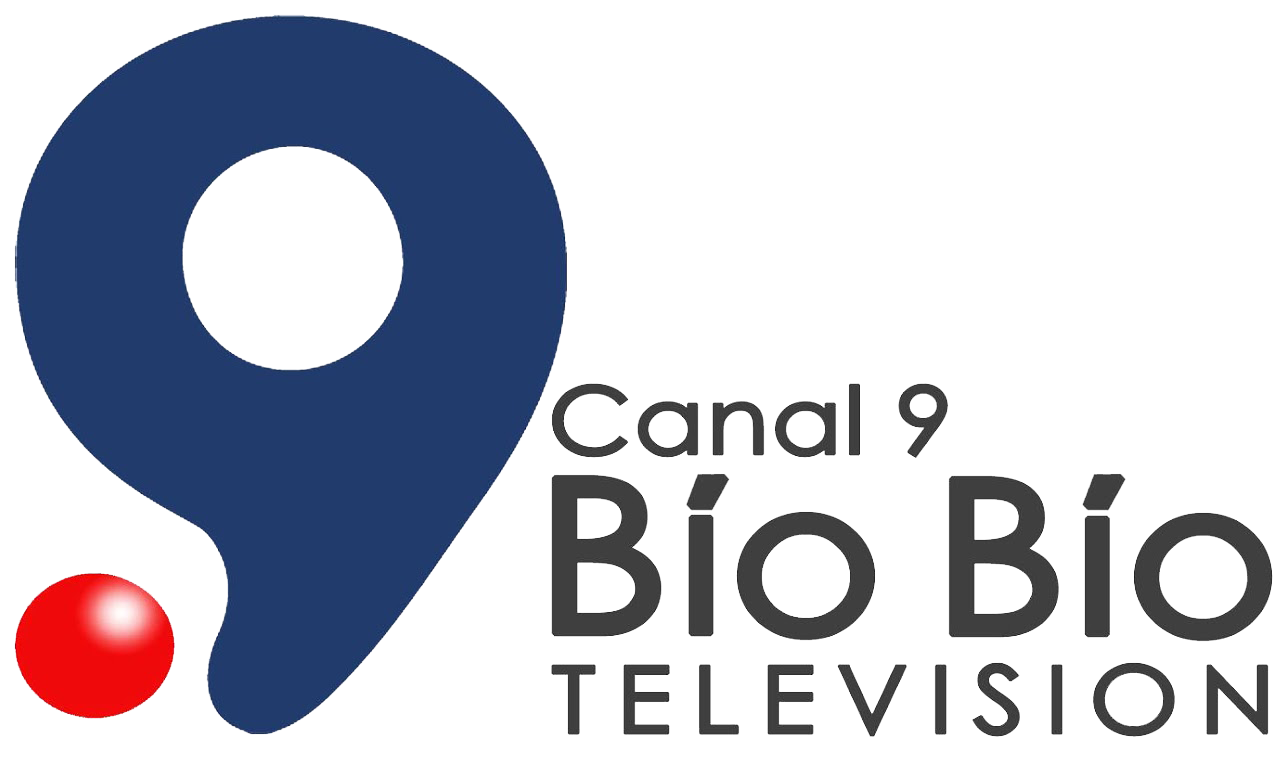
logótipo da televisão Chilena

Canal 9 Bío-Bío Televisión, ou também Canal 9 Regional é uma rede emissora de televisão chilena, foi fundada em 1991 e sediada na cidade de Concepción, capital da região do Biobío. Frequentemente, a programação diaria é orientada e voltada para tudo o público e a cobertura é maioritariamente regional.

## Slogans
- 1991 - 2007: Nuestro canal
- 2008 - 2012: Tu TV / Tu te ves
- 2012 - atualidade: Te veo bien